# محمدآباد (دهستان ریگان)
محمدآباد یک مکان در ایران است که در بخش مرکزی شهرستان ریگان در استان کرمان واقع شده‌است.

## جمعیت
این روستا در دهستان ریگان قرار دارد و براساس سرشماری مرکز آمار ایران در سال ۱۳۹۵، جمعیت آن صفر بوده‌است.